# امبالاگاما
امبالاگاما (به لاتین: Embalagama) یک منطقهٔ مسکونی در سری‌لانکا است که در استان مرکزی (سری‌لانکا) واقع شده‌است.